# Jón Árnason (Bischof)
Jón Árnason (* 1665; † 8. Februar 1743) war ein evangelisch-lutherischer Bischof von Skálholt im Süden Islands.
Er galt als sehr gelehrter Mann, besonders im Bereich der Theologie und Mathematik. Auch war er ein begabter Sänger.

## Familie und Ausbildung
Jón Árnason wurde im Bezirk des Dýrafjörður in den Westfjorden geboren. Sein Vater Árni Loftsson wirkte dort und an anderen Orten als Pfarrer.
Seine Ausbildung erhielt er zunächst in der Schule von Skálholt und später (bis 1692) an der Universität Kopenhagen.

## Beruflicher Werdegang
Jón Árnason war lange Leiter der renommierten Schule von Hólar, bis er 1707 Pfarrer in Staður  am Steingrímsfjörður in den Westfjorden wurde.
Nach dem plötzlichen Tod von Jón Vídalín wurde er Bischof von Skálholt und wirkte als solcher bis zu seinem Lebensende.

## Charakter und Einstellungen
Er galt als sehr sittenstrenger Mann und einer der einflussreichsten Bischöfe des Landes.
Gegen den Widerstand der Kaufleute versuchte er die Einfuhr von Tabak und Branntwein zu verhindern. Auch in seinem eigenen Wirkungsbereich kämpfte er gegen den Alkoholismus, unter anderem indem er Pfarrer deswegen des Amtes enthob. Diese Strenge zeigte er auch bzgl. der Sitten in der Schule von Skálholt.
Die Finanzen seiner Diözese verwaltete er ungewöhnlicherweise selbst, die Zeiten waren aber schwierig und der Bischofsstuhl blieb arm.

## Wissenschaftler
Als Theologe und Mathematiker veröffentlichte er etliche Werke, darunter Lehrbücher für die Schule in Skálholt, die er in Kopenhagen drucken ließ, sowie ein lateinisch-isländisches Wörterbuch. Auch verfasste er viele Traktate und Briefe.

## Ehefrau
Er war verheiratet mit Guðrún Einarsdóttir (1665–1752), der Tochter von Einar Þorsteinsson, dem Bischof von Hólar.

## Werke (Auswahl)
- 1722: Spurningar Ut af Frædunum : Samannteknar handa Børnum og fa Frødu Almuga-Folcke / af Jone Arnesyne. Spurningakver, kallað Jónskver.
- 1738: Nucleus latinitatis (latína: „kjarni góðrar latínu“) eða Nucleus latinitatis/Kleyfsi – latnesk orðabók með íslenskum skýringum
- 1739: Fingrarím/Dactylismus ecclesiasticus eður Fingra-Rím viðvíkjandi kirkju-ársins tímum. Fylgir og með ný aðferð að finna íslendsk Misseraskipti